# Leonardo Ferrel
Leonardo Ferrel (né le 7 juillet 1923 à Punata Bolivie - mort le 11 juillet 2013) fut joueur de football bolivien, dont le poste fut attaquant.

## Biographie

### Club
Il a évolué entre 1946 et 1950 dans le club bolivien du The Strongest La Paz.

### International
Il fut également international pendant 10 matchs pour aucun but de 1946 à 1950. Il a disputé la coupe du monde 1950 au Brésil avec l'équipe de Bolivie.